# 영원프레셔
〈영원 프레셔〉(永遠プレッシャー 에이엔푸레샤[*])는 일본의 아이돌 그룹 AKB48의 메이저 29번째 싱글이다. 2012년 12월 5일에 발매되었다.

## 설명
캐치프레이즈는 "프레셔 (압력) 만큼 진심이야." 
2012년 9월 18일 일본 무도관에서 열린 "AKB48 29th 싱글 선발 가위바위보 대회" 16강에 들어간 멤버가 타이틀 곡에 선발 멤버로 참가하였다. 이 대회에서 우승한 시마자키 하루카가 타이틀 곡으로는 처음으로 AKB48의 센터를 맡게 된다. Type-A, Type-B, Type-C, Type-D 및 극장반의 5종류로 발매되어 통상반의 TypeA · B · C에서는 AKB48의 싱글로서는 처음으로 SKE48 · NMB48 · HKT48의 오리지널 곡이 수록되게 된다.

## 미디어에서의 사용
영원 프레셔
- UHA 미카쿠토 《풋초×AKB48》 광고 음악[1]
- 2012년 도쿄 도지사 선거 광고 음악
- 남코 게임즈 《AKB1/149 연애 총선거》 광고 음악
- 히카리 TV 《미묘~한 문 AKB48의 가치챌리》 광고 음악

소중한 크리스마스
- 세븐일레븐 “AKB48 크리스마스” 광고 음악

## 수록 내용

### Type-A
| #  | 제목                                         | 작사            | 작곡              | 편곡 | 재생 시간 |
| -- | -------------------------------------------- | --------------- | ----------------- | ---- | --------- |
| 1. | 〈永遠プレッシャー / 영원 프레셔〉           | 아키모토 야스시 | 마루타니 마나부   | 4:57 |           |
| 2. | 〈とっておきクリスマス / 소중한 크리스마스〉 | 아키모토 야스시 | 와타나베 카즈노리 | 5:14 |           |
| 3. | 〈強がり時計 / 허세 시계〉 (SKE48)           | 아키모토 야스시 | 고토 코지         | 4:52 |           |
| 4. | 〈永遠プレッシャー〉 (Off Vocal Ver.)        |                 | 마루타니 마나부   | 4:57 |           |
| 5. | 〈とっておきクリスマス〉 (Off Vocal Ver.)    |                 | 와타나베 카즈노리 | 5:14 |           |
| 6. | 〈強がり時計〉 (Off Vocal Ver.)              |                 | 고토 코지         | 4:49 |           |

| #  | 제목                                                                                                   | 감독            | 재생 시간 |
| -- | --- | --------------- | --------- |
| 1. | 〈永遠プレッシャー Music Video / 에이엔 푸렛샤 (뮤직 비디오)〉                                         | 타카하시 에이키 | 11:23     |
| 2. | 〈とっておきクリスマス Music Video / 소중한 크리스마스 (뮤직 비디오)〉                                 | 마루야마 타케시 |           |
| 3. | 〈強がり時計 Music Video / 허세 시계 (뮤직 비디오)〉                                                   | 쿠보 시게아키   |           |
| 4. | 〈チームB推し Music Video / 팀B 오시 (뮤직 비디오)〉 (나카무라 타이코)                                 |                 |           |
| 5. | 〈29thシングル選拔じゃけん大會ドキュメント (前編) / 29th 싱글 선발 가위바위보 대회 다큐멘터리 (전편)〉 |                 |           |

### Type-B
| #  | 제목                                         | 작사            | 작곡              | 편곡 | 재생 시간 |
| -- | -------------------------------------------- | --------------- | ----------------- | ---- | --------- |
| 1. | 〈永遠プレッシャー / 영원 프레셔〉           | 아키모토 야스시 | 마루타니 마나부   | 4:57 |           |
| 2. | 〈とっておきクリスマス / 소중한 크리스마스〉 | 아키모토 야스시 | 와타나베 카즈노리 | 5:14 |           |
| 3. | 〈HA!〉 (NMB48)                              | 아키모토 야스시 | 타나카 아키히토   | 4:13 |           |
| 4. | 〈永遠プレッシャー〉 (Off Vocal Ver.)        |                 | 마루타니 마나부   | 4:57 |           |
| 5. | 〈とっておきクリスマス〉 (Off Vocal Ver.)    |                 | 와타나베 카즈노리 | 5:14 |           |
| 6. | 〈HA!〉 (Off Vocal Ver.)                     |                 | 타나카 아키히토   | 4:10 |           |

| #  | 제목                                                                                          | 감독            | 재생 시간 |
| -- | --------------------------------------------------------------------------------------------- | --------------- | --------- |
| 1. | 〈永遠プレッシャー Music Video / 에이엔 푸렛샤 (뮤직 비디오)〉                                | 타카하시 에이키 | 11:13     |
| 2. | 〈とっておきクリスマス Music Video / 소중한 크리스마스 (뮤직 비디오)〉                        | 마루야마 타케시 |           |
| 3. | 〈HA! Music Video〉                                                                           | 소노다 토시로   |           |
| 4. | 〈ファースト・ラビット Music Video / 퍼스트 래빗 (뮤직 비디오)〉                              | 카키모토 켄사쿠 |           |
| 5. | 〈29thシングル選拔じゃけん大會ドキュメント (中編) / 29th 싱글 선발 총선거 다큐멘터리 (중편)〉 |                 |           |

### Type-C
| #  | 제목                                           | 작사            | 작곡              | 편곡 | 재생 시간 |
| -- | ---------------------------------------------- | --------------- | ----------------- | ---- | --------- |
| 1. | 〈永遠プレッシャー / 영원 프레셔〉             | 아키모토 야스시 | 마루타니 마나부   | 4:57 |           |
| 2. | 〈とっておきクリスマス / 소중한 크리스마스〉   | 아키모토 야스시 | 와타나베 카즈노리 | 5:14 |           |
| 3. | 〈初戀バタフライ / 첫사랑 버터플라이〉 (HKT48) | 아키모토 야스시 | 스기야마 카츠히코 | 3:54 |           |
| 4. | 〈永遠プレッシャー〉 (Off Vocal Ver.)          |                 | 마루타니 마나부   | 4:57 |           |
| 5. | 〈とっておきクリスマス〉 (Off Vocal Ver.)      |                 | 와타나베 카즈노리 | 5:14 |           |
| 6. | 〈初戀バタフライ〉 (Off Vocal Ver.)            |                 | 스기야마 카츠히코 | 3:52 |           |

| #  | 제목                                                                                               | 감독            | 재생 시간 |
| -- | -------------------------------------------------------------------------------------------------- | --------------- | --------- |
| 1. | 〈永遠プレッシャー Music Video / 에이엔 푸렛샤 (뮤직 비디오)〉                                     | 타카하시 에이키 | 11:13     |
| 2. | 〈とっておきクリスマス Music Video / 소중한 크리스마스 (뮤직 비디오)〉                             | 마루야마 타케시 |           |
| 3. | 〈初戀バタフライ Music Video / 첫사랑 버터플라이 (뮤직 비디오)〉                                   | 후쿠이 히데아키 |           |
| 4. | 〈桜の花びら〜前田敦子solo ver.〜 Music Video / 벚꽃잎들 ~마에다 아츠코 solo ver.~ (뮤직 비디오)〉 | 마루야마 타케시 |           |
| 5. | 〈シングル選拔じゃけん大會ドキュメント (後編) / 29th 싱글 선발 총선거 다큐멘터리 (후편)〉          |                 |           |

### Type-D
| #  | 제목                                                  | 작사            | 작곡              | 편곡 | 재생 시간 |
| -- | ----------------------------------------------------- | --------------- | ----------------- | ---- | --------- |
| 1. | 〈永遠プレッシャー / 영원 프레셔〉                    | 아키모토 야스시 | 마루타니 마나부   | 4:57 |           |
| 2. | 〈とっておきクリスマス / 소중한 크리스마스〉          | 아키모토 야스시 | 와타나베 카즈노리 | 5:14 |           |
| 3. | 〈永遠より続くように / 영원보다 계속 되도록〉 (OKL48) | 오카다 히사야   | 오카다 히사야     | 4:00 |           |
| 4. | 〈永遠プレッシャー〉 (Off Vocal Ver.)                 |                 | 마루타니 마나부   | 4:57 |           |
| 5. | 〈とっておきクリスマス〉 (Off Vocal Ver.)             |                 | 와타나베 카즈노리 | 5:14 |           |
| 6. | 〈永遠より続くように〉 (Off Vocal Ver.)               |                 | 오카다 히사야     | 3:57 |           |

| #  | 제목                                                                    | 음악가          | 재생 시간 |
| -- | ----------------------------------------------------------------------- | --------------- | --------- |
| 1. | 〈永遠プレッシャー Music Video / 영원 프레셔 (뮤직 비디오)〉            | 타카하시 에이키 | 11:13     |
| 2. | 〈とっておきクリスマス Music Video / 소중한 크리스마스 (뮤직 비디오)〉  | 마루야마 타케시 |           |
| 3. | 〈永遠より続くように Music Video / 영원보다 계속 되도록 (뮤직 비디오)〉 | 나카무라 타이코 |           |

### 극장판
| #  | 제목                                         | 작사            | 작곡              | 편곡                 | {{{기타정보}}} | 재생 시간 |
| -- | -------------------------------------------- | --------------- | ----------------- | -------------------- | -------------- | --------- |
| 1. | 〈永遠プレッシャー / 영원 프레셔〉           | 아키모토 야스시 | 마루타니 마나부   |                      | 4:57           |           |
| 2. | 〈とっておきクリスマス / 소중한 크리스마스〉 | 아키모토 야스시 | 와타나베 카즈노리 |                      | 5:14           |           |
| 3. | 〈私たちのReason / 우리의 Reason〉           | 아키모토 야스시 | 슌류              | 노나카 “마사” 유이치 | 4:32           |           |
| 4. | 〈永遠プレッシャー〉 (Off Vocal Ver.)        |                 | 마루타니 마나부   |                      | 4:57           |           |
| 5. | 〈とっておきクリスマス〉 (Off Vocal Ver.)    |                 | 와타나베 카즈노리 |                      | 5:14           |           |
| 6. | 〈私たちのReason〉 (Off Vocal Ver.)          |                 | 슌류              | 노나카 “마사” 유이치 |                |           |

## 선발 멤버

### 영원 프레셔
(센터 : 시마자키 하루카)
- AKB48:시마자키 하루카 (1위), 니토 모에노 (2위), 요코야마 유이 (NMB48, 3위), 우치다 마유미 (4위), 시노다 마리코 (5위), 아베 마리아 (6위), 다케우치 미유 (7위), 나카무라 마리코 (8위), 마츠바라 나츠미 (8위), SKE48:우에노 카스미 (9위), 마에다 아미 (10위), 카시와기 유키 (11위), SKE48:키모토 카논 (12위), 이타노 토모미 (13위), 우메다 아야카 (15위), 나카타 치사토 (16위)

### 소중한 크리스마스
- AKB48: 카와에이 리나, 다카하시 미나미, 와타나베 마유, 이타노 토모미, 오오시마 유코, 카시와기 유키, 코지마 하루나, 시마자키 하루카, 미네기시 미나미
- AKB48 / NMB48:요코야마 유이
- AKB48 / SKE48:키타하라 리에
- JKT48:타카죠 아키

### 허세 시계
「SKE48」 명의
(센터 : 마츠이 쥬리나, 마츠이 레나)
- SKE48: 오오야 마사나, 키자키 유리아, 스다 아카리, 나카니시 유카, 마츠이 레나, 야가미 쿠미, 오기소 시오리, 다카야나기 아카네, 하다 사와코, 후루카와 아이리, 무카이다 마나츠, 야카타 미키, 키모토 카논
- SKE48 / AKB48:키타하라 리에, 마츠이 쥬리나, 이시다 안나

### HA!
「NMB48」 명의
(센터 : 야마모토 사야카, 와타나베 미유키)
- NMB48:오가사와라 마유, 콘도 리나, 죠니시 케이, 시로마 미루, 후쿠모토 아이나, 야마다 나나, 야마모토 사야카, 시마다 레나, 타니가와 아이리, 야구라 후코, 카토 유카, 야부시타 슈
- NMB48 / AKB48: 코타니 리호, 요코야마 유이, 와타나베 미유키

### 첫사랑 버터플라이
「HKT48」 명의
(센터 : 타시마 메루)
- HKT48:아나이 치히로, 우에키 나오, 오오타 아이카, 코다마 하루카, 사시하라 리노, 시모노 유키, 나카니시 치요리, 마츠오카 나츠미, 미야와키 사쿠라, 무라시게 안나, 모토무라 아오이, 모리야스 마도카, 와카타베 하루카, 타시마 메루, 토모나가 미오, 후치가미 마이

### 영원보다 계속 되도록
「OKL48」 명의
(센터 : 오카무라 타카시)
- AKB48:이리야마 안나, 카와에이 리나, 카사이 토모미, 와타나베 마유, 오오시마 유코, 쿠라모치 아스카, 나가오 마리야, 이치카와 미오리, 오오야 시즈카, 카토 레나, 코지마 하루나, 코모리 미카, 후지에 레이나, 미네기시 미나미
- AKB48 / SKE48:키타하라 리에
- 나인티나인 : 오카무라 타카시

### 우리의 Reason
- AKB48:이즈타 리나, 이리야마 안나, 이와타 카렌, 카사이 토모미, 키쿠치 아야카, 코바야시 마리나, 사토 스미레, 사토 나츠키, 다카하시 쥬리, 타노 유카, 나카츠카 토모미, 나카마타 시오리, 마츠이 사키코, 모리카와 아야카, 아키모토 사야카, 쿠라모치 아스카, 코바야시 카나, 사토 아미나, 시마다 하루카, 스즈키 시호리, 치카노 리나, 나카야 사야카, 나가오 마리야, 후지타 나나, 마스다 유카, 미야자키 미호, 무토 토무, 이시다 하루카, 이치카와 미오리, 이와사 미사키, 오오바 미나, 오오야 시즈카, 카타야마 하루카, 카토 레나, 코지마 나츠키, 코모리 미카, 다나베 미쿠, 나토리 와카나, 노나카 미사토, 후지에 레이나, 야마우치 스즈란, 아이가사 모에, 이와타테 시호, 우치야마 나츠키, 우메타 아야노, 오오모리 미유, 오카다 아야카, 오카다 나나, 키타자와 사키, 코지마 마코, 사이드 요코타 에레나, 사사키 유카리, 시노자키 아야나, 타카시마 유리나, 니시노 미키, 하시모토 히카리, 히라타 리나, 마에다 미츠키, 무라야마 유이리, 모기 시노부
- SKE48 / AKB48:마츠이 쥬리나
- NMB48 / AKB48:와타나베 미유키
- HKT48:오오타 아이카
- JKT48:나카가와 하루카
- SNH48:스즈키 마리야, 미야자와 사에

## 발매일
| 국가     | 날짜            | 포맷                    | 레이블                          |
| -------- | --------------- | ----------------------- | ------------------------------- |
| 일본     | 2012년 12월 5일 | CD+DVD, CD, 디지털 음원 | You, Be Cool!                   |
| 대한민국 | 2019년 1월 25일 | 디지털 음원             | 스톤뮤직엔터테인먼트, 지니 뮤직 |

### 내용주
1. 1 2  가사 카드의 표기는 오카피(메차이케 소도구 담당)으로 되어 있다.

### 출전
1. ↑  “AKB48に謎の新メンバーが…「ぷっちょ」新TVCMで、新旧アイドルのコラボレーションが実現!?” [AKB48에 수수께끼의 새로운 멤버가… ‘풋초’ 새로운 TVCM으로, 신구 아이돌의 컬래버레이션이 실현!?]. 《MSN Japan》 (일본어) (마이크로소프트). 2012년 11월 17일. 2013년 12월 13일에 원본 문서에서 보존된 문서. 2012년 11월 17일에 확인함.
2. ↑  “AKBから新ユニット“OKL48”誕生！　大島、まゆゆらが白タイツで新曲披露” [AKB로부터 새로운 유닛 “OKL48” 탄생! 오오시마, 마유유 등이 하얀 셔츠로 신곡을 보여]. 《ORICON STYLE》 (일본어) (오리콘). 2012년 11월 22일. 2012년 11월 22일에 확인함.
3. ↑  극장반을 제외한 모든 싱글